# Sphaeromicola
Sphaeromicola is een geslacht van kreeftachtigen uit de klasse van de Ostracoda (mosselkreeftjes).

## Synoniem
- Hartiella